# 長野県道191号渋ノ湯堀線
長野県道191号渋ノ湯堀線（ながのけんどう191ごう しぶのゆほりせん）は、八ヶ岳中腹の渋ノ湯と国道152号を結ぶ県道。愛称は「湯みち街道」。渋ノ湯は八ヶ岳登山のベースとなる温泉で、登山観光の主要な路線となっている。

## 概要
道路は亀裂が目につく場所も多く、起点から約900mは狭隘区間で路肩がくずれかかっている部分もある。しかし全線舗装されており、前狭隘区間以降は終点までは二車線が確保されている。
路線の途中には奥蓼科の温泉があるが、道路は行き止まりとなるため、北側に並行する国道299号と比べて交通量ははるかに少ない。

### 路線データ
- 起点：長野県茅野市北山（渋ノ湯）
- 終点：長野県茅野市湖東（堀交差点、国道152号交点）